# Каретный переулок (Одесса)
Каретный переулок — улица в Одессе, в исторической части города, от переулка Топольского до улицы Льва Толстого.

## История
Возник на территории южной немецкой слободы.

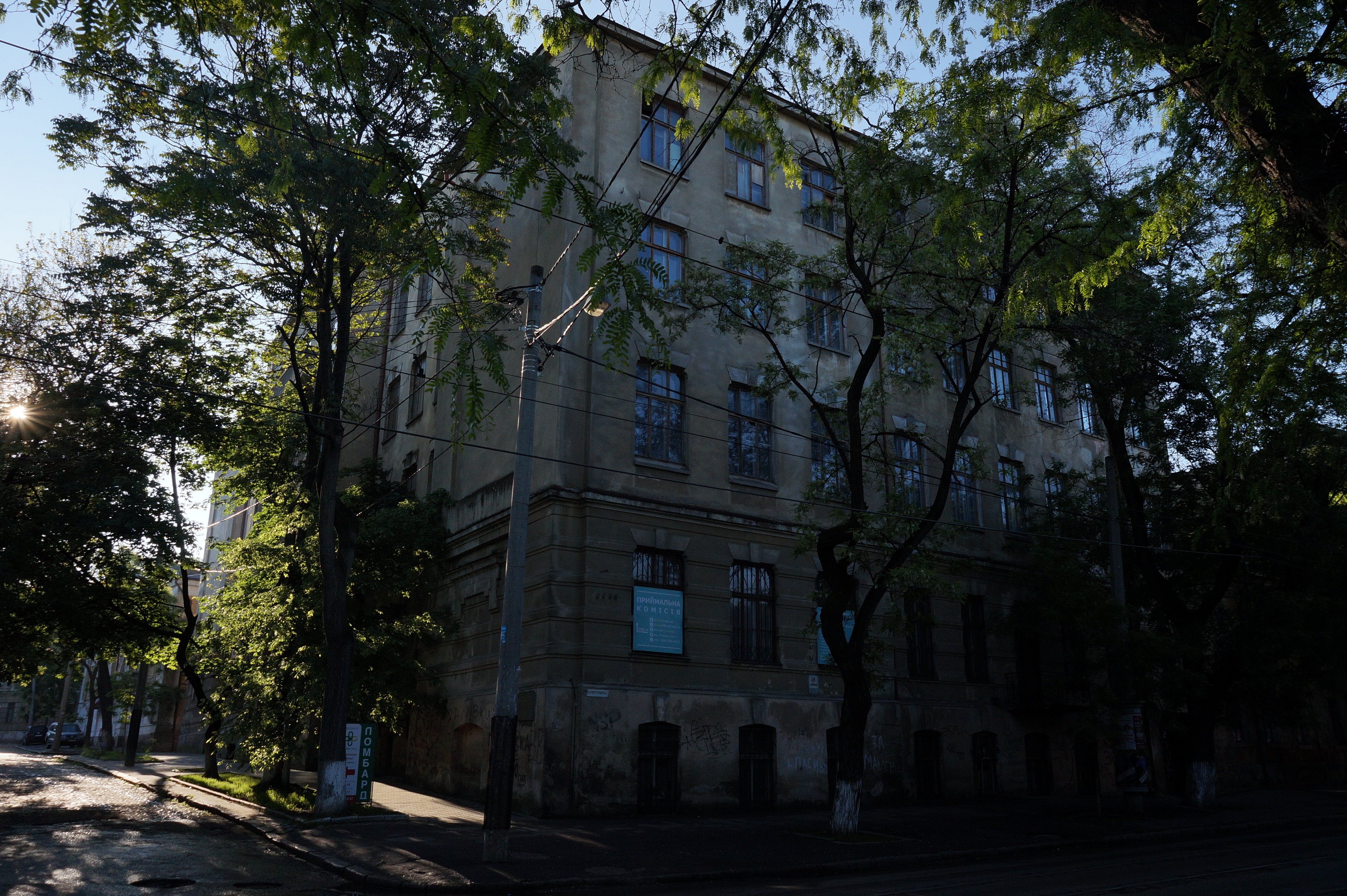
Академия связи

Название переулка дано по каретных дел мастерам, селившимся здесь в первые годы по основанию Одессы. Известен Иван Христинович Плейс, имевший мастерскую на этой улице. Но уже к рубежу XVIII—XIX веков таких мастеров здесь практически не осталось.
В 1930-е годы д. 27 на улице был реконструирован, ему надстроили третий и четвертый этаж, здесь разместился Институт инженеров связи, ныне — Одесская национальная академия связи им. А. С. Попова.
Размещение на улице образовательного учреждения такого профиля послужило основанием к переименованию переулка в честь изобретателя в области радиосвязи А. С. Попова, с 1959 по 1995 год — переулок Попова.

## Достопримечательности
д. 8 — 	Доходный дом П. Ткаченко

## Известные жители
Д. 1 — художник Геннадий Александрович Ладыженский
Д. 14 — архитектор Николай Гружевский
Д. 15 — художник Александр Николаевич Стилиануди, один из основателей Товарищества южнорусских художников, его постоянный секретарь (мемориальная доска).